# Turuptiana ochrostoma
Turuptiana ochrostoma är en fjärilsart som beskrevs av Kirby 1892. Turuptiana ochrostoma ingår i släktet Turuptiana och familjen björnspinnare. Inga underarter finns listade i Catalogue of Life.